# Peter Mertens
Peter Mertens, belgijski sociolog, politik, pisatelj in družbeno-politčni aktivist, * 17. december 1969, Antwerpen, Belgija.
Mertens je član levičarske ali skrajno levičarske stranke Delavske stranke Belgije. Med letoma 2008 in 2021 je opravljal funkcijo predsednika stranke. Od leta 2019 je poslanec belgijskega zveznega parlamenta, kot prvi nizozemsko govoreči marksist na tem položaju po letu 1981. Poleg tega je od leta 2013 član mestnega sveta v Antwerpnu. Trenutno je glavni tajnik PVDA-PTB in dejaven pisec, ki se posveča temam družbene in politične pravičnosti. 

## Mladost in izobraževanje
Rodil se je v Antwerpnu. Vzgajali so ga v Sint-Antoniusu in je hodil v srednjo šolo v gimnazijo Svetega Jana Bergmansa v Westmalle. Študiral je politične in družbene vede na bivši univerzi Ufsia v Antwerpnu. Magistrski študij sociologije je zaključil leta 1994 na Univerzi v Gentu. Od tega obdobja je bil aktiven v boju proti rasizmu in fašizmu. Pri 18 letih je skupaj z Marcom Spruytom ustanovil študentsko organizacijo "Studenten tegen racisme" (Študenti proti rasizmu). Mertens je bil prav tako aktiven v solidarnostnih gibanjah, kot na primer proti zakritja Boelove ladjedelnice v Temseju. Po študiju je za leto in pol delal v Gentski pristaniški coni.

## Politična kariera
Na petem kongresu leta 1995 je bil Peter Mertens izvoljen v centralni odbor stranke. Leta 1998 je postal odgovoren za Antwerpski provincijski oddelek, štiri leta kasneje pa je bil izvoljen v kabinet stranke. Od leta 2006 je bil aktiven v dnevnem upravljanju stranke.
Dne 8. novembra 2021 je sporočil, da bo odstopil s položaja predsednika stranke. Njegov naslednik je postal Raoul Hedebouw, tedanji namestnik vodje poslanske skupine PVDA-PTB v belgijskem federalnem parlamentu in državni govornik stranke. Hedebouw je bil tudi edini kandidat na predsedniških volitvah.
Pod Mertensovim trinajstletnim vodstvom je stranka zrasla z 800 članov na 24.000 članov ter preusmerila svoj fokus z ideoloških principov na vsakdanje probleme. Po mnenju novinarja Roela Wautersa je Mertens spremenil stranko "iz doktrinarnega društva v odraslo opozicijsko stranko".

## Zasebno življenje
Peter Mertens ima dva sina in je trenutno v zvezi z Nadine. Skupaj s prijatelji iz mladosti sestavlja glasbeno skupino Sugar Cane.

## Dela
- De Belgische vakverenigingen tijdens en na de Tweede Wereldoorlog (Belgijski sindikati med drugo svetovno vojno in po njej)
- Het fascisme gisteren en vandaag (Fašizem včeraj in danes)
- De arbeidersklasse in het tijdperk van de transnationale ondernemingen (Delavski razred v obdobju meddržavnih korporacij)
- Op mensenmaat (V človeškem merilu)
- Hoe durven ze? (Kako si drznejo?)
- Graailand (Država izkoriščanja)
- Ze zijn ons vergeten (Oni so nas pozabili)
- Muiterij (Upor)